# Willie McStay
Willie McStay (Netherburn, 21 giugno 1892 – 3 settembre 1960) è stato un calciatore scozzese, di ruolo difensore.

## Carriera

### Club
Trascorse l'intera carriera nel campionato scozzese, che vinse per 4 volte con la maglia del Celtic, club con cui ha giocato 399 delle sue 413 partite totali in carriera in questa categoria.

### Nazionale
Ha vestito la maglia della nazionale scozzese tra il 1921 e il 1928.

## Palmarès

### Club

#### Competizioni nazionali
- Campionato scozzese: 4

Celtic: 1916-1917, 1918-1919, 1921-1922, 1925-1926
- Coppa di Scozia: 3

Celtic: 1922-1923, 1924-1925, 1926-1927
- Scottish Championship: 1

Ayr United: 1912-1913